# Barcelona Gipsy Balkan Orchestra
Barcelona Gipsy Balkan Orchestra (BGKO) és una banda creada el 2012 a Barcelona. La banda rep influències de la música klezmer, el jazz i la música gitana. També explora els sons d'algunes regions europees orientals, així com d'Amèrica del Sud, Espanya i l'Orient Mitjà.

## Discografia
- Imbarca (2014)[3][4]
- Balkan Reunion (2015)
- Del Ebro al Danubio (2016)
- Avo Kanto (2018)
- Nova Era (2020)